# Pariamarca (Lima)
Pariamarca es un caserío peruano ubicado en el distrito de Canta, perteneciente a la provincia homónima del departamento de Lima, al centro oeste del Perú. 

## Ubicación
Pariamarca se ubica al noreste de la provincia de Canta, en el distrito de Canta, en el departamento de Lima.

## Demografía
En 2017 Pariamarca tenía una población de 194 habitantes y 224 viviendas.
| Gráfica de evolución demográfica de Pariamarca entre 1993 y 2017 |
|                                                                  |
| Fuentes: Población 1993 y 2017                                   |